# Lithiumphosphat
Lithiumphosphat ist eine chemische Verbindung aus der Gruppe der Phosphate.

## Vorkommen
Lithiumphosphat kommt natürlich als seltenes Mineral Lithiophosphatit vor.

## Gewinnung und Darstellung
Lithiumphosphat kann aus alkalischen (z. B. Natriumhydroxid-), mit etwas Dinatriumhydrogenphosphat Na2HPO4 versetzten Lösungen gewonnen werden. Beim Erhitzen fällt bei Anwesenheit von Li+ (gelösten anderen Lithiumsalzen, z. B. Lithiumchlorid) Lithiumphosphat als weißer Niederschlag aus:
{\displaystyle \mathrm {3\,Li^{+}+HPO_{4}^{2-}+OH^{-}\rightarrow Li_{3}PO_{4}\downarrow +H_{2}O} }
Ebenfalls möglich ist die Gewinnung durch Reaktion einer wässrigen Suspension von Lithiumcarbonat mit Phosphorsäure und anschließendem Erhitzen bis zum Sieden. Es existiert auch eine bei normalen Temperaturen stabile Hochtemperaturform von Trilithiumphosphat die bei Temperaturen oberhalb der Umwandlungstemperatur von 502 °C z. B. aus geschmolzenem Lithiumchlorid kristallisiert werden kann.

## Eigenschaften
Lithiumphosphat ist ein farbloser Feststoff. Er kristallisiert orthorhombisch mit den Gitterkonstanten a=6,12 Å, b=10,53 Å und c=4,93 Å mit der Raumgruppe Pmnb (Raumgruppen-Nr. 62, Stellung 2). Es kommt auch als Lithiumphosphat-Hemihydrat Li3PO4·½H2O vor. Die Hochtemperaturvariante besitzt eine Kristallstruktur mit der Raumgruppe Pcmn (Nr. 62, Stellung 4). Daneben existieren auch noch Lithiummetaphosphat LiPO3 (monoklin, Raumgruppe Pn (Nr. 7, Stellung 2)), Lithiumpolyphosphat (P2O5:Li2O > 1), Lithiumdihydrogenphosphat LiH2PO4 (orthorhombisch, Raumgruppe Pna21 (Nr. 33)) und Lithiumdihydrogendiphosphat Li2H2P2O7.

## Verwendung
Lithiumphosphat kann zum Nachweis von Lithium per Fällungsreaktion im alkalischen Medium verwendet werden. Es wird weiterhin als Bestandteil von bestimmten Emailen und als Polymer-Zwischenprodukt eingesetzt. Daneben wird es zur Gewinnung von Lithium-Eisenphosphat für Lithium-Eisenphosphat-Akkumulatoren und mit Stickstoff dotiert auch als Lithium-Ionenleiter verwendet.